# ویرجینیا اسلیمز
ویرجینیا اسلیمز (به انگلیسی: Virginia_Slims) یک برند سیگار ایجاد شده در ایالات متحده آمریکا است؛ که در حال حاضر توسط  فیلیپ موریس تولید می‌شود. مالک فعلی این برند نیز فیلیپ موریس است. این برند در سال ۱۹۶۸ پایه‌گذاری گردید.